# 广南茶
广南茶（学名：Camellia kwangnanica）是山茶科山茶属的植物。分布在中国大陆的云南等地，生长于海拔1,800米的地区，一般生于常绿林中，目前尚未由人工引种栽培。